# Porqueres
Porqueres è un comune spagnolo di 3 675 abitanti situato nella comunità autonoma della Catalogna.